# Veronica zygantha
Veronica zygantha är en grobladsväxtart som beskrevs av Garn.-jones. Veronica zygantha ingår i släktet veronikor, och familjen grobladsväxter. Inga underarter finns listade i Catalogue of Life.